# Kaxås
Kaxås est une localité suédoise située dans la commune de Krokom, dans le Comté de Jämtland. Kaxås est un ancien village agricole, situé sur les bords du lac Hällsjön et du fleuve Nästån, face à la montagne de Hällberget. Kaxås se trouve dans les Alpes scandinaves, à environ 60 km d'Östersund.
Le village est mentionné dès le Moyen Âge et est à l'origine composé de six fermes. Kaxås est situé dans la paroisse d'Offerdal, dans les montagnes d'Offerdal. Les premières mentions écrites du nom de Kaxås remonten à 1472.

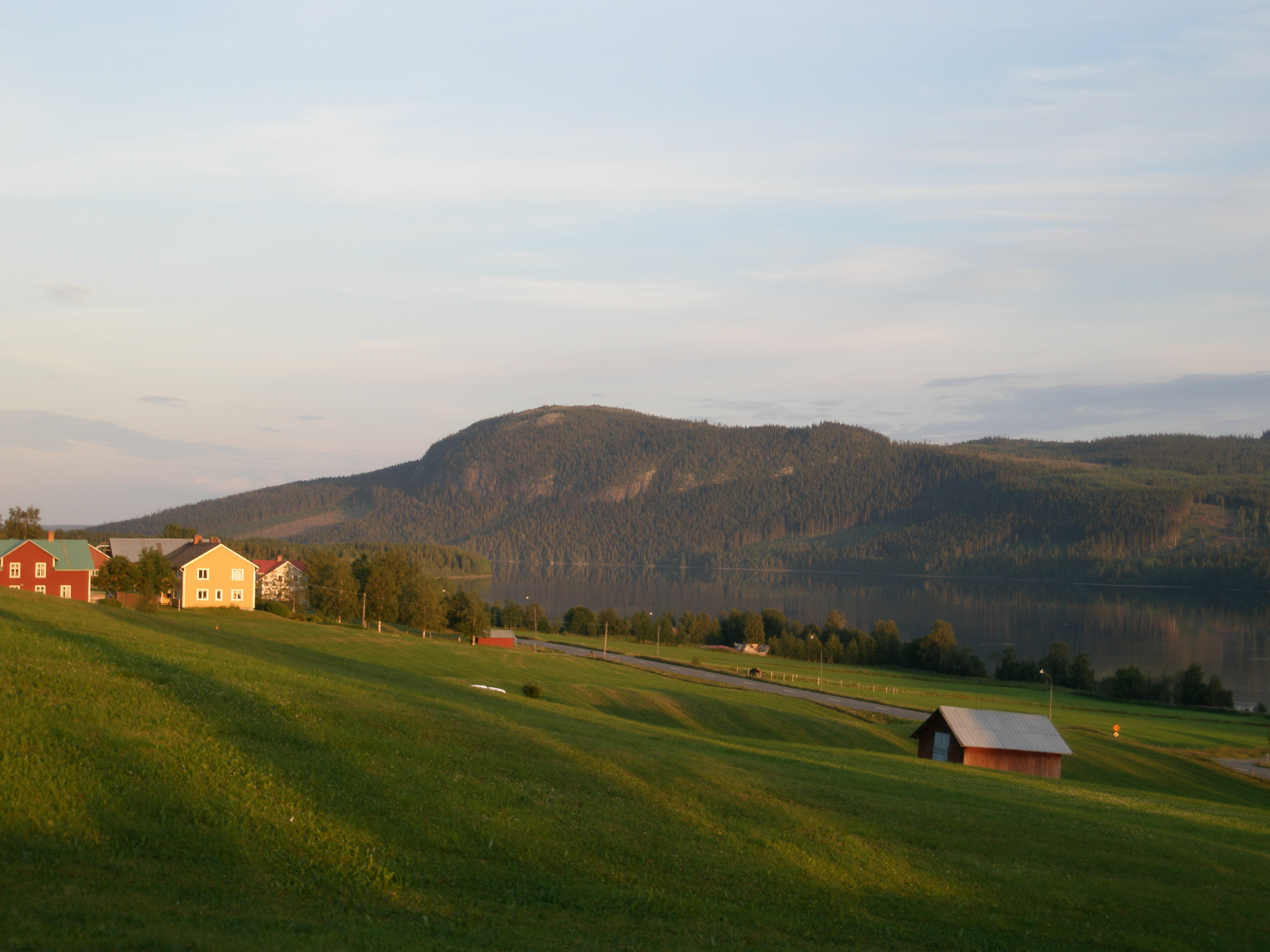
Kaxås et la montagne Hällberget en été
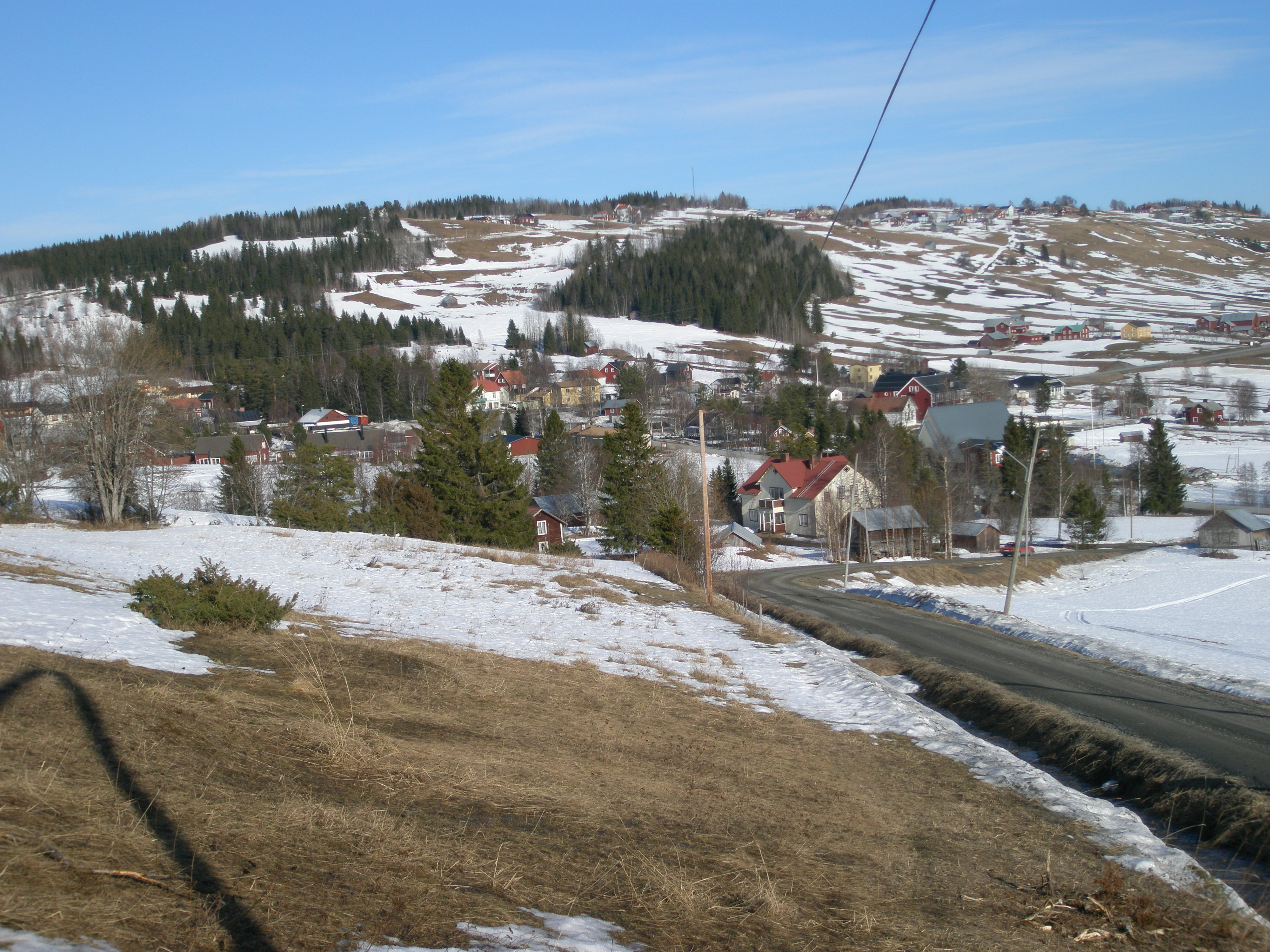
Kaxås en hiver
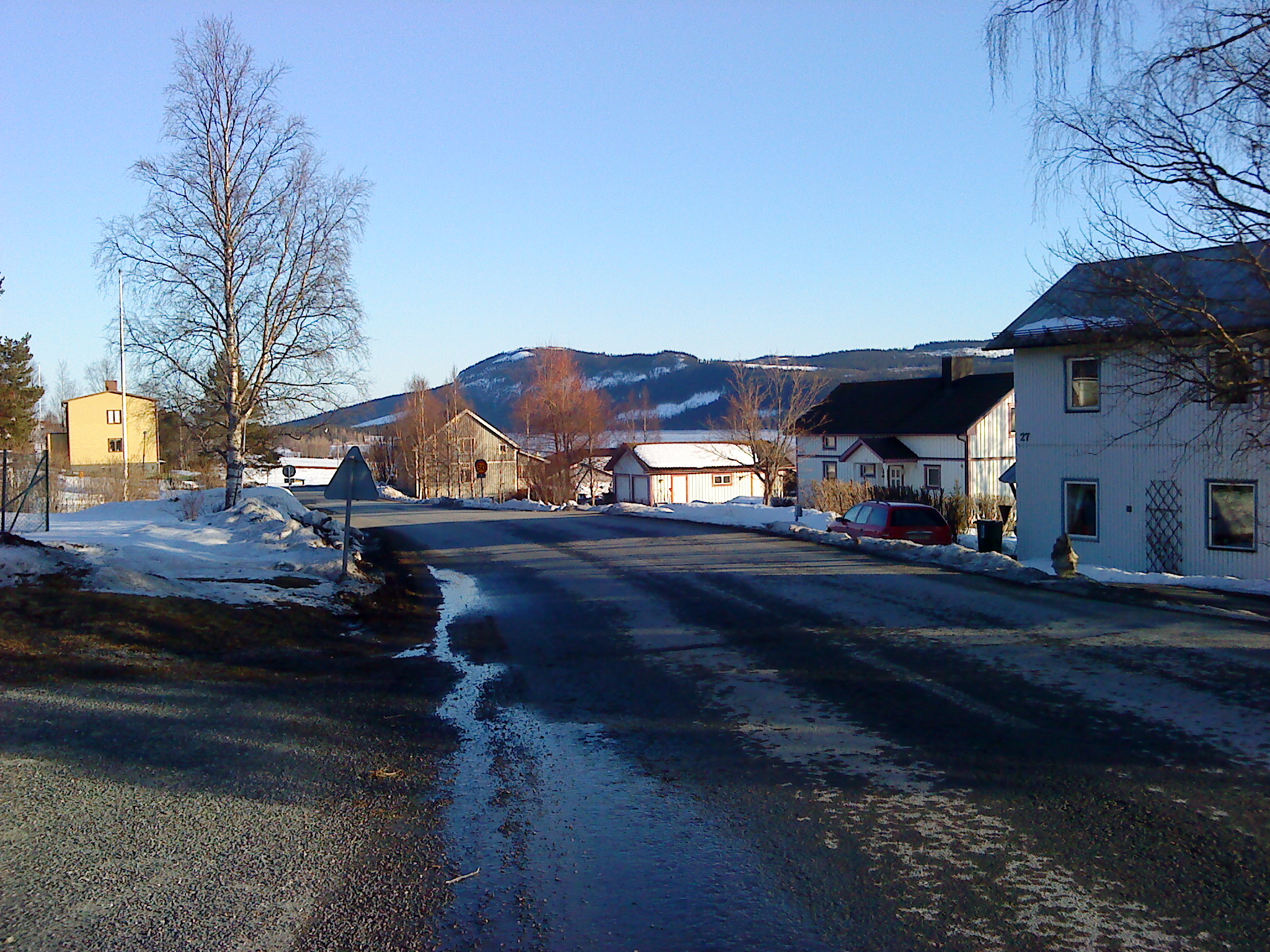
Kaxås en hiver